# René Steichen

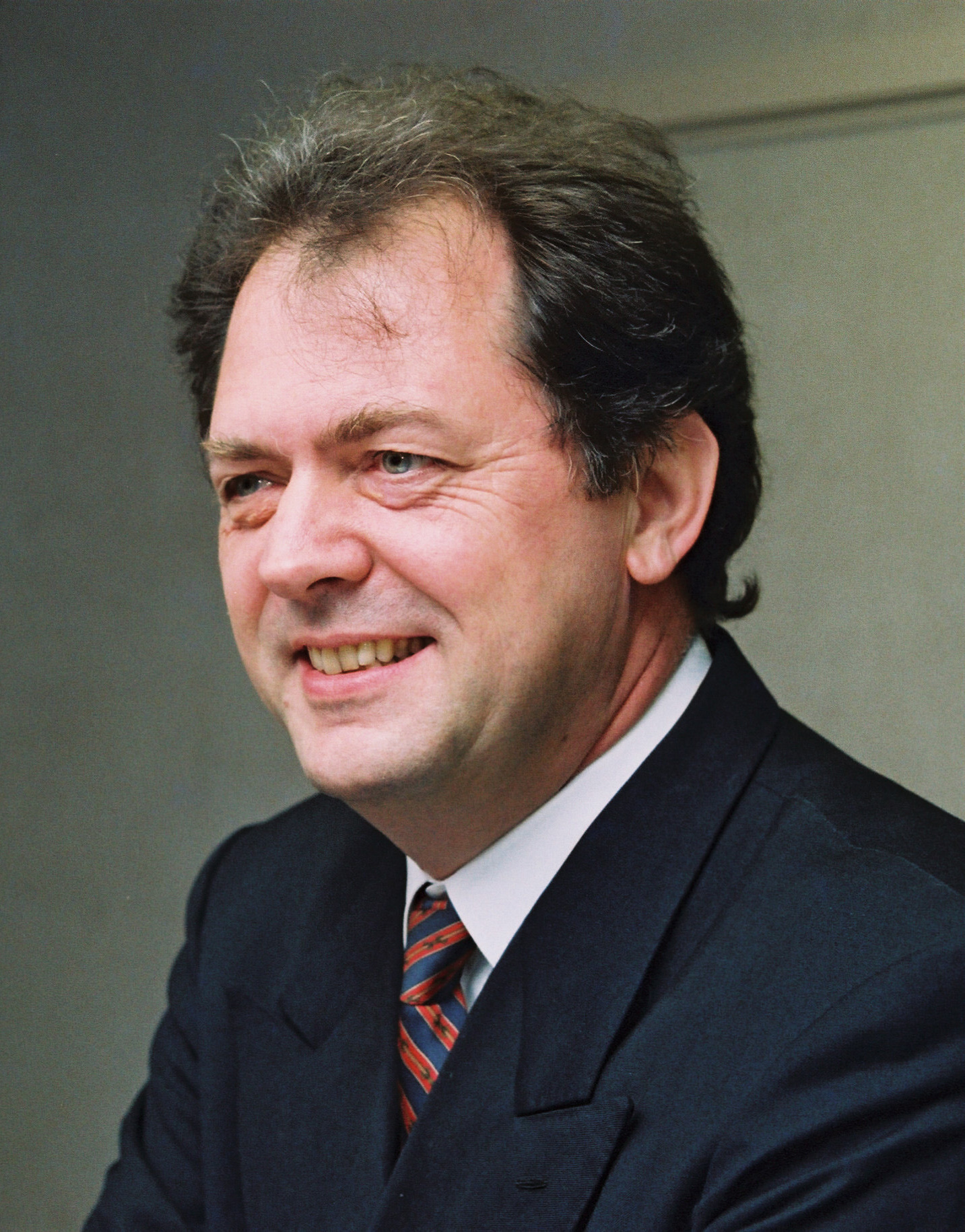
René Steichen (1993)

René Steichen (geboren am 27. November 1942 in der Stadt Luxemburg) ist ein luxemburgischer Politiker, Rechtsanwalt und Manager. Er war Mitglied des nationalen Parlaments, Staatssekretär, Minister und EU-Kommissar.

## Werdegang
Nach seinem Schulabschluss am altsprachlichen Gymnasium in Diekirch studierte Steichen Rechtswissenschaften an der Universität Luxemburg. In diesem Fach promovierte er anschließend in Aix-en-Provence sowie an der Sorbonne und nahm parallel dazu ein Studium der Wirtschafts- und Finanzwissenschaften am Institut d’études politiques de Paris auf. Nachdem er all dies 1966 erfolgreich bewältigt hatte, ließ er sich in seiner Geburtsstadt als Notar und Rechtsanwalt nieder. 

## Politik
Steichen gehört der Christlich Sozialen Volkspartei an. Er war von 1974 bis 1984 Bürgermeister von Diekirch. Bei der Wahl im Juni 1979 konnte er im Wahlkreis „Nord“ erstmals ein Abgeordnetenmandat in der Deputiertenkammer erlangen. Nachdem er dieses im Juni 1984 erfolgreich verteidigt hatte, wurde Steichen von Premierminister Jacques Santer zum Staatssekretär für Landwirtschaft und Weinbau in seine Regierung berufen. In der auf die Kammerwahl 1989 folgenden Kabinettsumbildung wurde zum Minister befördert: er behielt seine bisherigen Geschäftsbereiche und bekam zusätzlich die Zuständigkeit auch für ländliche Entwicklung, Kultur und Forschung übertragen. Im Dezember 1992 gab er seinen Posten ab, sein Ministerium ging an Marie-Josée Jacobs.
Stattdessen entsandte ihn die luxemburgische Regierung in die Europäische Kommission, wo er von Präsident Jacques Delors das Ressort Landwirtschaft und ländliche Entwicklung übertragen bekam. Nachdem Santer 1995 das Amt Kommissionspräsidenten für sich selbst beansprucht hatte, musste Steichen seinen Posten abgeben, da Luxemburg nur einen Kommissar stellen darf. Als Landwirtschaftskommissar folgte ihm der Österreicher Franz Fischler nach.

## Nach der Politik
Nach seinem Ausscheiden aus der Politik arbeitete Steichen wieder in Luxemburg in seinem alten Beruf. Im Juni 1995 wurde er Mitglied des Verwaltungsrats von SES und übernahm im April 1996 dessen Leitung. Er zudem auch Mitglied des Verwaltungsrates von LuxConnect sowie von Dexia.